# ぼくはうみがみたくなりました
『ぼくはうみがみたくなりました』は、日本の脚本家山下久仁明による小説で、自閉症の青年を主人公とした日本初の作品である。ぶどう社より2002年10月1日に刊行した。

## 概要
自閉症の青年と少し人生行き詰まり気味の看護学生が偶然から海へ向かう旅に出てしまい、そこで様々な人々とめぐり合うハートウォーミングな人間ドラマである。「自閉症」という名前だけが一人歩きし始めている昨今、実際の症状や接し方等ほとんど知られていない障害に焦点を当て、1人の自閉症の青年を取り巻く人々の人生や心の成長を時にユーモラスに、時に厳しくそして温かく描き出した秀作と言える。

## あらすじ
門倉明日美は看護学校に通う女子学生。彼女は学校の研修で起きた出来事によって学校を退学しようと悩んでいた。
そんな明日美が一人でドライブに出た。辛かったり悲しかったりしたときにいつもいく場所がある。そのマンションの頂上で少し年下の同級生で、白血病で亡くなった北嶋和也に似ている彼（浅野淳一）と出会った。
「ドライブ行かない？海とか…」明日美は淳一をドライブに誘ってみた。淳一を助手席に乗せ三浦半島へと向かう。
しかしちっとも楽しくなかった。淳一は名前も教えてくれないのだ。一言も口をきいてくれないどころか、車のダッシュボードを叩くしかなかった。こんなことなら一人の方が良かったのだ。
海岸沿いの駐車場で休憩していると老夫婦（後に淳一が通っていた幼稚園の園長の吉田夫妻）が声をかけてきた。三浦半島の最南端である城ヶ島まで乗せて欲しいと言った。2人でいるより4人の方が気楽になれそうだ。
こうして4人の1泊2日の旅がはじまった。そこで明日美は少しずつ分かってきた。自閉症という障害が分かってきた。
果たして、淳一に隠された本当の秘密とは。

## 主な登場人物
原作における設定を記述。
- 門倉明日美
- 北嶋和也
- 浅野淳一
- 吉田慎之助
- 吉田春子
- 浅野瑞江
- 浅野健二
- 安西香織

## 映画
2009年8月22日に順次公開された大塚千弘主演の日本映画（英: Drive me to the Sea）。キャッチコピーは「自閉症の青年が教えてくれた大切なこと…。心が少し優しくなれる感動のストーリー」。

## キャスト
- 門倉明日美：大塚千弘
- 浅野淳一：伊藤祐輝
- 吉田慎之助：秋野太作
- 吉田ハル子：大森暁美
- 浅野瑞江：石井めぐみ
- 浅野健二:小林裕吉
- 安西香織：松嶋初音
- 若松肇：ピエール瀧（特別出演）
- ラジオDJ：津久井教生

## スタッフ
- 企画・原作・脚本：山下久仁明
- 監督：福田是久
- 音楽：椎名KAY太（椎名 邦仁）
- プロデューサー：松本朋丈
- アソシエイトプロデューサー：岡田俊生
- ラインプロデューサー：中村英児
- キャスティングプロデューサー：古川千恵子
- 監督補佐：佐々木利男
- 撮影：青木正
- 照明：野口マスト
- VE：田代浩由紀
- 録音：古川裕志
- 装飾：柳澤ひろ子
- 衣裳：新崎みのり
- ヘア・メイク：清水美穂
- 助監督：國松秀雄
- 制作担当：佐伯寛之
- 音響効果：小島彩
- 選曲：杉山篤
- 脚本医療監修：内山登紀夫（よこはま発達クリニック院長）
- 企画・制作プロダクション：COCOON
- 製作：『ぼくはうみがみたくなりました』製作委員会

## 主題歌
- 高橋直純「まひるのほし」

## ソフト化
発売元・販売元はコロムビアミュージックエンタテインメント。
- ぼくはうみがみたくなりました DVD通常版（1枚組、2010年11月17日発売）
  - 映像特典
    - 「ぼくうみ」三者対談
- ぼくはうみがみたくなりました DVD上映権付ライブラリ版（1枚組、2012年9月発売）